# دابینس هایتس (کارولینای شمالی)
دابینس هایتس (به انگلیسی: Dobbins Heights) شهری در ایالت کارولینای شمالی کشور ایالات متحده آمریکا است که جمعیت آن در سرشماری سال ۲۰۱۰ میلادی، ۸۶۶ نفر بوده‌است.